# UiPath
UiPath es una empresa de software que desarrolla una plataforma para automatización robótica de procesos (RPA or RPAAI).

## Historia
UiPath fue fundada en 2005 por emprendedores rumanos, Daniel Dines y Marius Tirca. La compañía empezó en Bucarest, Rumania, y luego abrió oficinas en Londres, Nueva York, Bengaluru, París, Singapur, Tokio y Washington DC. En 2017, la empresa reportó 590 empleados y trasladó su centro de operaciones a Nueva York para estar más cerca a la base de sus clientes internacionales. En 2016, tuvo 100 clientes y ascendió a 700 en 2017.
En septiembre de 2019, UiPath fue posicionada como #3 en la Forbes Cloud 100. La compañía fue la portada de septiembre de 2019 de la edición impresa de Forbes, con la foto de su CEO, Daniel Dines, llamado el "Jefe de los  robots."

## Financiación
En agosto de 2015, la empresa cerró una ronda de capital semilla por US$1.6 millones liderados por el capital de riesgo Earlybird, con Credo Ventures y Seedcamp como patrocinadoras.
En abril de 2017, UiPath recibió US$30 millones de inversión en una de las mayores rondas de financiamiento de Serie en Europa, inversión encabezada por Accel.
En marzo 6 de 2018, UiPath recibió $153 millones de inversión por Accel, CapitalG, y Kleiner Perkins Caufield & Byers, dando a la compañía un valor de US$1100 millones.
En septiembre 18 de 2019, UiPath consiguió US$225 millones de financiamiento con CapitalG y Sequoia Capital en una valoración de US$3000 millones.
En abril 30 de 2019, logró US$568 millones en una ronda de serie D, otorgado por el fondo de cobertura Coatue Management, con participación de Alphabet’s CapitalG, Sequoia, Accel, Madrona Venture Group, IVP, Dragoneer, Wellington, Sands Capital, y fondos asesorados por T. Rowe Price & Associates. La compañía también dice tener una valoración de US$7000 millones.

## Principales Partners
Los principales implementadores de UiPath, denominados como socios nivel Diamante con la certificación de "Professional Services Certified" son:
- Accelirate, Estados Unidos

- AKOA, Suecia
- BeeckerCo, México
- Digital Workforce, Finlandia
- SISUA, Finlandia, Chile, Vietnam
- VR4, Argentina
- EDSA, Argentina
- Neostella, Estados Unidos
- Novatio, Estados Unidos
- Novigo, India
- SimplifyNext, Singapur
- Smarthis, Brasil
- Visagio, Brasil